# Darkstep
Darkstep es un subgénero de drum and bass también conocido popularmente como Hard Drum and Bass. Se hizo popular hacia finales de los años 90. Combina elementos oscuros del darkcore con duros y acelerados breakbeats. Es habitual el uso del amen break como patrón rítmico.
Un tema de darkstep típico suele estar caracterizado por la fuerza y energía de sus baterías y líneas de bajo así como por el ruido de fondo, también habitual en el neurofunk. Normalmente no seguiría una escala musical, sino que este sonido tiende a utilizar la escala cromática y otros elementos disonantes para crear atmósferas oscuras.
No debe confundirse con el Deathstep, subestilo y variación del Brostep.